# Te Rere Falls
Die Te Rere Falls sind ein Wasserfall bislang nicht ermittelter Fallhöhe am Ostrand des Kaimanawa Forest Park in der Region Hawke’s Bay auf der Nordinsel Neuseelands. Er liegt im Lauf des Taharua River, der einige Kilometer hinter dem Wasserfall in südlicher Fließrichtung in den Mohaka River mündet.